# Tomas Larsson
Tomas Larsson (* 5. Mai 1971) ist ein schwedischer Poolbillardspieler.

## Karriere
Bei der Jugend-Europameisterschaft wurde Tomas Larsson 1986 im Finale gegen seinen Landsmann Tomy Eriksson Europameister der Junioren im 9-Ball.
1989 und 1990 unterlag er im 14/1 endlos-Finale der Junioren-EM dem Österreicher Werner Duregger beziehungsweise dem Norweger Vegar Kristiansen.
Im März 2008 wurde Larsson Fünfter bei den Interpool 9-ball Open.
Nachdem er 2010 nicht über den 97. Platz im 8-Ball und im 10-Ball hinausgekommen war, erreichte er bei der EM 2011 das Sechzehntelfinale im 14/1 endlos, sowie dreimal den 65. Platz.
2013 erreichte er im 10-Ball das Achtelfinale, unterlag dort aber dem Polen Karol Skowerski mit 2:8. Zudem erreichte er im 14/1 endlos erneut das Sechzehntelfinale.
Im Oktober 2013 erreichte Larsson bei den North Cyprus Open erstmals die Finalrunde eines Euro-Tour-Turniers, schied jedoch bereits in der Runde der letzten 32 gegen Radosław Babica mit 8:9 aus.
Im Dezember wurde er bei einem Turnier der Great Britain 9-Ball Tour (GB9) Neunter.
Bei der EM 2014 erreichte Larsson das Sechzehntelfinale im 9-Ball sowie im 14/1 endlos und kam im 8-Ball auf den 33. Platz.
Im August 2014 erreichte er bei den Slovenian Open sein bislang bestes Ergebnis bei der Euro-Tour. Er schied im Achtelfinale gegen Radosław Babica aus.
2014 bildete Larsson gemeinsam mit Andreas Gerwen das schwedische Team beim World Cup of Pool, das in der ersten Runde gegen die Niederlande ausschied.
Mit der schwedischen Mannschaft nahm Larsson bislang dreimal an der Team-WM teil und erreichte dabei 2012 das Viertelfinale und 2010 sowie 2014 das Achtelfinale.